# Funktionsspiel
Funktionsspiele oder Übungsspiele sind Spielformen, bei denen die eigenen Körpergegebenheiten erlebt und entwickelt sowie Gegenstände der Umwelt ausprobiert und den eigenen Handlungsmöglichkeiten zugänglich gemacht werden. Sie kennzeichnen bereits das frühkindliche Spiel, finden sich darüber hinaus aber auch als eine allgemein praktizierte Methode der spielerischen Aneignung eines neuen Lebensbereichs.

## Phänomen
Das Funktions- oder Übungsspiel erhielt seine Bezeichnung nach der Tätigkeit, mit der die Erscheinungen der Umwelt begriffen und dem eigenen Handlungsrepertoire dienstbar gemacht werden. Der Sportwissenschaftler Günter Hagedorn bezeichnet diese Kategorie als „sensomotorische Spiele“, mit denen Körperfunktionen kennengelernt und zielgerichtete Koordinationen geübt werden. Der Lernende wiederholt ständig diese neu erworbenen Koordinationen und vervollkommnet sie dadurch, dass er die dabei auftretenden Umweltreize möglichst exakt erlebt und erfährt. Dieser Vorgang des exakten Erlebens setzt voraus, dass er jedes Mal bemerkt, ob die erzeugten Effekte einander gleichen oder nicht. Die kognitive Aktivität dabei ist es, diese Erfahrung sich selbst anzueignen, sie zu assimilieren. Die Erprobung seiner neuen Fertigkeiten wird schon vom Kleinkind als lustvoll erlebt und tendiert damit zu häufigen Wiederholungen und Variationen. Aufgrund dieses Wiederholungscharakters hat Jean Piaget die frühen Formen des Funktionsspiels auch als ‚Übungsspiele’ bezeichnet. Motivation und Emotion verschmelzen bei diesen Spielen in der Funktionslust, das ist die Lust am Effekt einerseits und andererseits die Freude darüber, Urheber des Effekts zu sein. Ergänzt wird das noch durch die (mehr kognitive) Erfahrung, die Effekte durch das eigene Hantieren erneut herbeiführen zu können, was Piaget als werkschaffendes Spiel bezeichnet.
Der Schweizer Entwicklungspsychologe Jean Piaget ordnet das Funktionsspiel in seiner Spieltheorie, die sich an der Entwicklung der Denkstrukturen des Kindes orientiert, der Anfangsphase der kindlichen Weltaneignung zu. Es ist nach Piaget die „Hauptform“ des Spielens während der ersten Lebensmonate. Mit der zunehmenden Reifung des Spielvermögens wird diese Stufe nach seiner Auffassung zwischen dem zweiten bis siebten Lebensjahr weitestgehend durch das Symbolspiel abgelöst, dem wiederum als Endstufe des spielerischen Entwicklungsprozesses das Regelspiel folgt.
Die Spielwissenschaftler Siegbert A. Warwitz und Anita Rudolf erkennen dem Funktions- oder Übungsspiel nicht nur eine phasengebundene, sondern eine lebenslange Bedeutung bei allen neuen Aneignungsprozessen zu: Sie sprechen von einem angeborenen „Triebimpuls“, der schon das Kleinkind dazu veranlasst, den eigenen Körper und seine Funktionen sowie die Menschen und Gegenstände seiner nächsten Umgebung mit seinen sinnlichen Möglichkeiten des Ertastens, Beschmeckens, Beäugens in spielerischer Weise zu erkunden und zu verstehen. Sie verweisen darauf, dass sich dieser Spielform und Methode der „Welterschließung“ aber auch noch Erwachsene bedienen, wenn sie sich ein neues Betätigungsfeld erarbeiten. So unternimmt und genießt es beispielsweise der Gleitschirmpilot, durch wiederholtes Aufziehen seines Fluggeräts am Boden, durch das Spielen mit dem Tuch im Wind, durch das Ausprobieren der Bremsen und Steuerungsfunktionen, die Eigenschaften und Möglichkeiten seines Schirms zu erkunden: „Tiere wie Menschen versuchen, sich mit neuen Gegebenheiten ihrer Umwelt, mit neuen Geräten, Instrumenten, Menschen vertraut zu machen. Diese werden dabei zu Spielanlässen und Spielpartnern.“  Der Verhaltensforscher Irenäus Eibl-Eibesfeldt spricht in diesem Zusammenhang von einem „Dialog mit der Umwelt“.

## Beispiel
Lässt ein Kind ein Glas fallen, das mit Geklirre in Scherben zerbricht, ist die Funktionslust geweckt und es wird versuchen, mit anderen Gegenständen das Gleiche zu handhaben. Dieses Spiel bezeichnete auch der Psychologe Karl Bühler als Funktionsspiel. In Funktionsspielen können viele Dinge erprobt werden, indem sie beispielsweise in den Mund genommen oder auch fallen gelassen werden. Dazu zählen dann auch Handlungen wie mit dem Stuhl oder Buggy im Zimmer herumfahren, ein Spieltelefon an den Kopf führen oder gar halten. Mit der Zeit werden diese Handlungen stets korrekter.